# Kahuta
Kahuta é uma cidade do Paquistão localizada na província de Punjab.